# 케이티 캐시디
케이티 캐시디(영어: Katie Cassidy, 1986년 11월 25일 ~ )는 미국의 배우이다. 《수퍼내추럴》, 《가십걸》에서 비중 있는 조연으로 출연했고, 《애로우: 어둠의 기사》에서는 주연인 로럴 랜스 역을 맡았다. 《나이트메어》, 《테이큰》 등 영화 쪽에도 많이 출연했다.

## 출연 작품

### 영화
- 낯선 사람에게서 전화가 올 때(2006) - 티퍼니 매디슨
- 클릭(2006) - 서맨사 뉴먼 (27세)
- 블랙 크리스마스(2006) - 켈리 프레슬리
- 테이큰(2008) - 어맨다
- 나이트메어(2010) - 크리스 파울스
- 몬테 카를로(2011) - 에마 퍼킨스

### 드라마
- 제7의 천국(2005) - 조이
- 수퍼내추럴(2007) - 루비, 릴리스
- 하퍼스 아일랜드(2009) - 트리시 웰링턴
- 멜로즈 플레이스(2009) - 엘라 심스
- 가십걸(2010) - 줄리엣 샤프
- 뉴 걸(2011) - 브룩 (단역)
- 애로우: 어둠의 기사(2012) - 로럴 랜스 / 블랙 커네리